# Xysticus berlandi
Xysticus berlandi är en spindelart som beskrevs av Schenkel 1963. Xysticus berlandi ingår i släktet Xysticus och familjen krabbspindlar. Inga underarter finns listade i Catalogue of Life.